# Kirazlıyayla, Çameli
Kirazlıyayla là một xã thuộc huyện Çameli, tỉnh Denizli, Thổ Nhĩ Kỳ. Dân số thời điểm năm 2010 là 1.298 người.